# Pseudoligostigma enantialis
Pseudoligostigma enantialis là một loài bướm đêm trong họ Crambidae.